# Belagerung von Calais (1940)
Schlacht um die Niederlande

Maastricht – Mill – Den Haag – Rotterdam – Zeeland – Grebbeberg – Afsluitdijk – Bombardierung von Rotterdam
Invasion von Luxemburg

Schusterlinie
Schlacht um Belgien

Fort Eben-Emael – K-W-Linie – Dyle-Plan – Hannut – Gembloux – Lys
Schlacht um Frankreich

Ardennen – Sedan – Maginot-Linie – Weygand-Linie – Arras – Boulogne – Calais – Dünkirchen (Dynamo – Wormhout) – Abbeville – Lille – Paula – Fall Rot – Aisne – Westalpen – Cycle – Saumur – Lagarde – Aerial – Fall Braun
Die Belagerung von Calais fand vom 22. bis 26. Mai 1940 während der Schlacht um Frankreich zu Beginn des Zweiten Weltkriegs statt. Sie ging der Operation Dynamo voraus, der Evakuierung der britischen Truppen in Dünkirchen. Die Stadt fiel nach für die deutsche Seite verlustreichen Kämpfen in die Hände der Wehrmacht.

## Hintergrund
Am 10. Mai 1940 begann die Wehrmacht ihre Offensive gegen Frankreich, Belgien und die Niederlande, genannt Fall Gelb. 
In wenigen Tagen gelang dem deutschen Heer ein Durchbruch in der Mitte der französischen Front bei Sedan. Am 21. Mai fiel Abbeville an der Somme-Mündung, wodurch die alliierten Truppen in Nordfrankreich und Belgien abgeschnitten wurden. Bei dem weiteren Vorstoß in Richtung Ärmelkanal trafen die Wehrmachtsverbände abgesehen von Luftangriffen der Royal Air Force auf wenig bewaffneten Widerstand.
Die Einnahme von Calais, einem wichtigen Hafen für die alliierten Streitkräfte, ebenso wie Boulogne-sur-Mer, sollte vor allem der British Expeditionary Force (BEF) ihre Verstärkungen und ihren Nachschubs entziehen.

## Auftakt
Am 23. Mai befahl der Kommandierende General des XIX. Armeekorps, Generaloberst Heinz Guderian der 10. Panzerdivision unter Generalmajor Ferdinand Schaal, Calais zu nehmen. Die Division war in Amiens durch die verspätete Ankunft von Infanterieeinheiten aufgehalten worden. Dies gab den Briten Zeit, Truppen nach Calais zu entsenden. Schaal beklagte sich am 24. Mai beim Generalstab, dass seine Division erschöpft sei, nachdem sie eine Woche zuvor in der Schlacht von Stonne gekämpft hatte und dabei mehr als die Hälfte ihrer gepanzerten Fahrzeuge und ein Drittel ihrer sonstigen Fahrzeuge durch Angriffe von Bombern der Royal Air Force verloren habe.

## Beteiligte Truppen

### Alliierte

#### Vereinigtes Königreich
- Britischer Cruiser Mk I-Panzer3rd Royal Tank Regiment (Panzer)

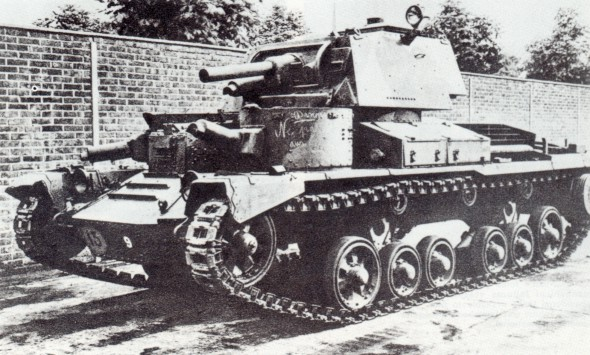
Britischer Cruiser Mk I-Panzer

- 30th Guards Brigade (Schützen unter dem Kommando von Brigadier Claude Nicholson)
  - 2nd battalion, The King’s Royal Rifle Corps
  - 1st battalion, The Rifle Brigade
  - 1st battalion Queen Victoria’s Rifles
- Teile der 229th Anti-tank battery (PaK)
- Zwei Batterien des 1st Searchlight Regiment und die 6th heavy AA battery (FlaK)
- 299th battery des 58th AT Regiment (leichte PaK)

#### Frankreich

##### Ständige Garnison
- 5e bataillon des 265e régiment d’infanterie (2 Kompanien Infanterie, eine Maschinengewehrabteilung und 27 PaK)
- 202e compagnie (stationäre Maschinengewehrkompanie)
- 12e und 13e compagnies des 11e régiment (regionale Ersatzreserveeinheit)
- 205e batterie des 406e régiment d’artillerie (FlaK)
- 2 Züge Flugabwehr-Maschinengewehre
- Seeleute von den verschiedenen Abteilungen der französischen Marine in Calais
- verschiedene paramilitärische Hilfstruppen

##### Vor dem deutschen Vormarsch zurückweichende Truppen
- 3e groupe des 402e régiment (FlaK)

- 200 Mann der 1er groupe des 189e régiment (schwere Artillerie; ohne Geschütze aber mit persönlicher Ausrüstung)

- Einige Teile der  21e division d’infanterie und Versprengte anderer Einheiten

### Deutsches Reich
- 10. Panzerdivision
- Junkers-Ju-87-Sturzkampfbomber der Luftwaffe.

## Alliierte Verteidigungsmaßnahmen

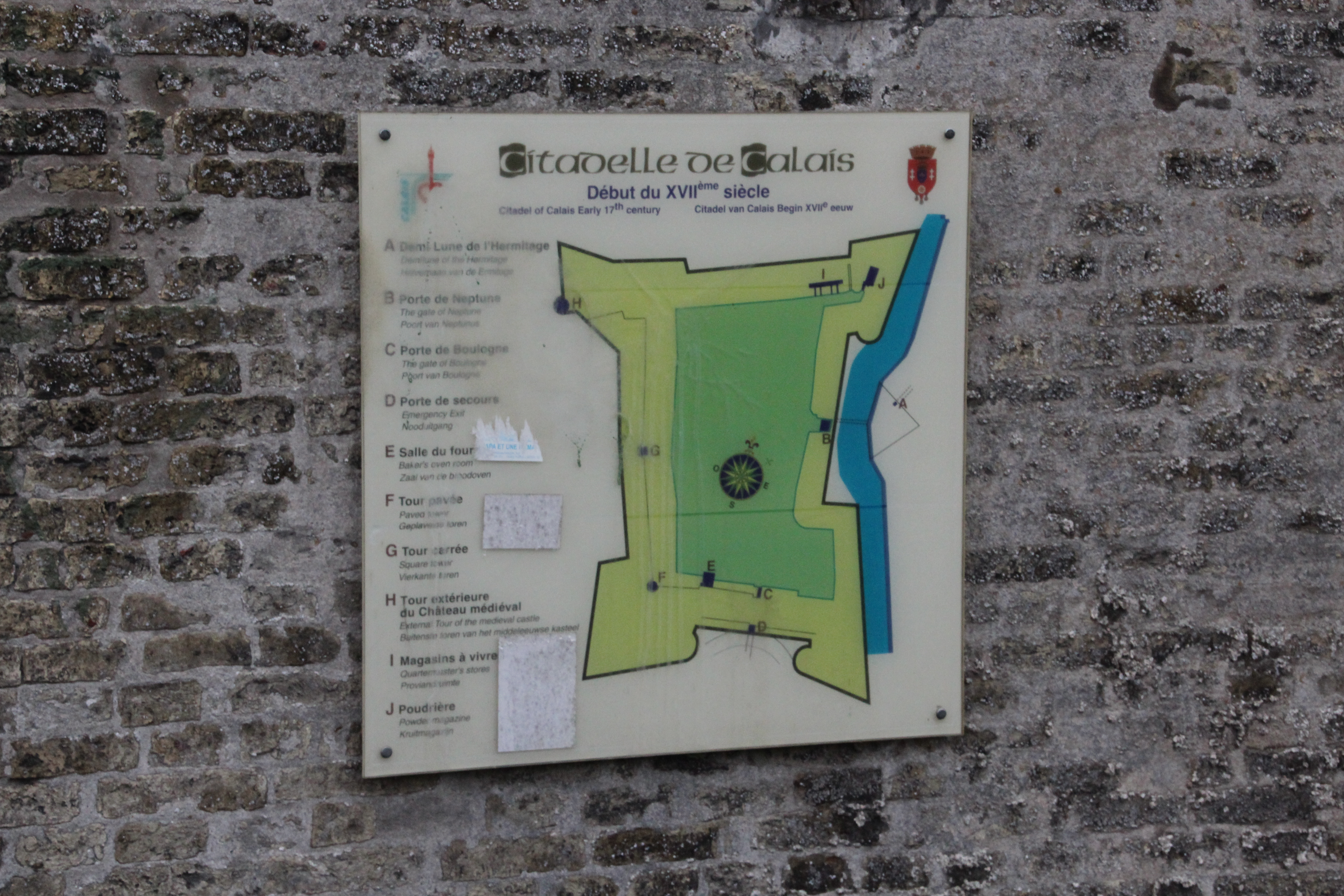
Plan der Zitadelle von Calais

Das Zentrum der Befestigungsanlagen von Calais war die Zitadelle aus dem 16. Jahrhundert, die mehrfach modernisiert worden war. Der Bahnhof im Hafen („Gare Maritime“) mit Bahnanschluss und Kaianlagen, über den die Briten Nachschub und Verstärkungen erhielten und der auch für eine mögliche Evakuierung von Bedeutung war, wurde zur Verteidigung ausgebaut.
Die Stadt war ursprünglich durch eine Mauer geschützt, die über zwölf miteinander verbundene
Bastionen verfügte. Diese Mauer war jedoch an vielen Stellen verfallen und zwei der südlichen Bastionen sowie die sie verbindende Mauer waren abgerissen worden, um Platz für Eisenbahnanlagen zu schaffen. Die Bastionen und Befestigungen im Norden wurden von französischen Marinereservisten und Freiwilligen bemannt.
Brigadier Nicholson verteilte die Männer seiner Rifle Brigade auf dem durch die Mauer und Bastionen gebildeten Verteidigungslinie. Die Rifles wurden durch Angehörige verschiedener Truppenteile (bekannt als „nutzlose Mäuler“ oder „bouches inutiles“), die auf die Einschiffung nach England warteten, verstärkt.

## Kampfhandlungen
Am 22. und 23. Mai 1940 bereiteten die alliierten Truppen die Verteidigung der Stadt und des Hafens von Calais vor. Die deutschen Angriffe begannen am 24. Mai mit Beschuss durch die Artillerie. Die alliierten Truppen hielten die Stadt und den Hafen und wehrten verschiedene Angriffe der Wehrmachtstruppen am 23. und 25. Mai ab. Dies gelang vor allem dank der Unterstützung durch die französischen Küstenbatterien.

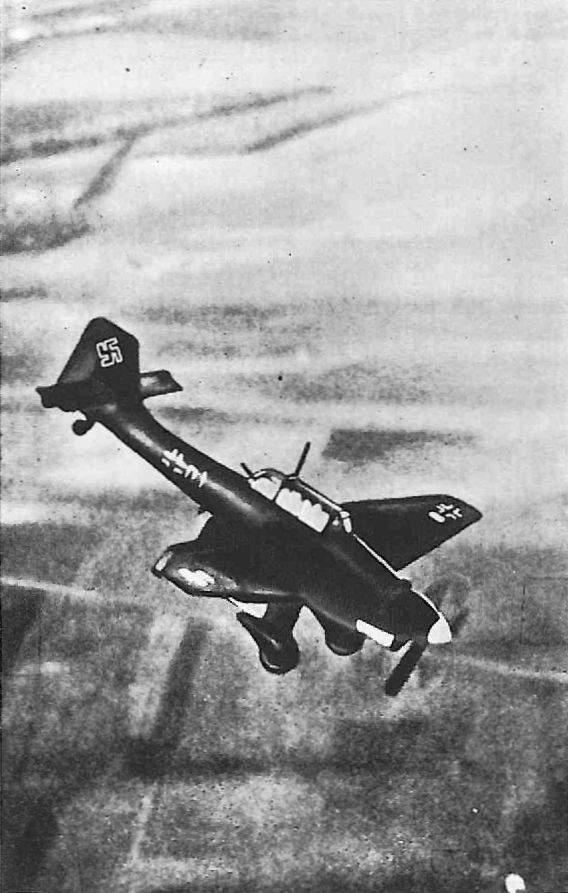
Junkers Ju 87

Gegen Mitternacht am 25. Mai meldete Brigadier Nicholson dem Stab des für die Evakuierung der BEF zuständigen Admirals Ramsey, dass die Alliierten noch halten könnten, wenn sie Feldartillerie bekämen. Er hatte lediglich Feuerunterstützung durch Zerstörer der Royal Navy und Flugzeuge der RAF, aber die Kommunikation mit ihnen war unsicher. Am späten Abend desselben Tages erhielt General Guderian den Befehl, seinen Vormarsch über den Aa-Kanal gegen die Rückseite des britischen Expeditionskorps anzuhalten. Obwohl der Befehl auch besagte, dass Calais „der Luftwaffe überlassen“ werden sollte, beschloss Guderian, den Angriff auf Calais fortzusetzen, allerdings mit Unterstützung von Junkers Ju-87-Sturzkampfbombern.
Am Morgen des 26. Mai griffen 200 Junkers Ju 87 die Zitadelle von Calais an. Die eingekesselten französischen Soldaten hielten noch mehrere Stunden lang stand, obwohl deutsche Infanterie am Nachmittag in den Norden von Calais eindrangen. Brigadier Nicholson kapitulierte um 16 Uhr in der Zitadelle vor den Deutschen. Der Großteil der französischen und belgischen Soldaten geriet in deutsche Kriegsgefangenschaft; nur 200 französische Verwundete konnten ebenso wie die britischen Truppen nach Dünkirchen abrücken.

## Folgen
Nach der Kapitulation von Calais setzten die deutschen Truppen ihren Vormarsch in Nordfrankreich fort. Die Schlacht von Dünkirchen, die bis zum 3. Juni andauerte, begann.